# Pierre Bouteiller
Pour les articles homonymes, voir Bouteiller (homonymie) et Pierre Bouteiller (compositeur).
Pierre Bouteiller, né le 22 décembre 1934 à Angers et mort le 10 mars 2017 à Paris, est un journaliste de radio et de télévision français,.

## Biographie
Pierre Bouteiller étudie au collège La Providence à Saint-Malo. Dans sa jeunesse, il pratique le violon et le piano, désirant initialement devenir chef d’orchestre, intégrant une formation de jazz pendant ses études et suivant l'émission Pour ceux qui aiment le jazz de Frank Ténot et Daniel Filipacchi sur Europe no 1. Après des études de psychologie, lauréat du concours des jeunes reporters d'Europe no 1, Pierre Bouteiller débute sur la jeune station privée, comme reporter stagiaire. Il anime diverses émissions, dont Je sors pour vous, sur cette station, jusqu'en 1969 année où il est licencié pour avoir diffusé une imitation du général de Gaulle par Henri Tisot ; ce qui avait été jugé comme irrespectueux. Il rejoint, en juin 1969, France Inter où, dès octobre 1969, il présente quotidiennement plusieurs émissions : Le Magazine de Pierre Bouteiller, Au bénéfice du doute, Comme de bien entendu, Embouteillages, Quoi qu’il en soit et Le Masque et la plume.
En 1981, il est nommé directeur des variétés de la chaîne de télévision, encore publique, TF1, tout en poursuivant son activité à France Inter. Son court passage, de 1981 à 1982, est notamment marqué par la suppression de la diffusion du Concours Eurovision de la chanson. Il décide de retirer la participation de la France, estimant que le concours « n'est plus qu'un monument à la bêtise » dont l'intérêt est « dissipé par l'absence de talent et la médiocrité des chansons ». Comme cette décision est prise en octobre 1981, soit juste avant la date officielle de dépôt des candidatures, aucune autre chaîne publique ne put s'organiser pour trouver une alternative. La France ne participe donc pas au 27e Concours et ne le retransmet pas. Par la suite, Bouteiller se félicitera d'avoir « supprimé une émission de merde, tout un lobby de producteurs, attachés de presse, chanteurs et éditeurs ». Sur TF1, il met également en place l'émission de débats Droit de réponse présentée en direct par Michel Polac.
Il a été critique de cinéma du Quotidien de Paris avec Henry Chapier, sous la direction de Philippe Tesson.
En 1982, il produit et présente l'émission Le Masque et la Plume, sur France Inter ainsi que Le magazine de Pierre Bouteiller en début de soirées.
De 1984 à 1988, il présente plusieurs émissions, Musical Graffiti, Table d’écoute, son magazine le dimanche et Carnets de notes le samedi sur France Musique. Il crée aussi un rendez-vous culturel quotidien sur M6 intitulé Club 6.
En 1989, il est nommé directeur des programmes de France Inter. Il occupe ce poste jusqu'en 1996, date à laquelle il est candidat à la présidence de Radio France, dont il est écarté au profit de Michel Boyon.
Après avoir animé un nouveau magazine en matinée sur France Inter, Quoi qu'il en soit en 1997 et 1998, passant ensuite le relais à Gérard Lefort, en 1999, il est nommé directeur de France Musique où il reste jusqu'en 2004. Il renomme un temps la station "France Musiques", y faisant un travail de diversification.
Jean-François Bizot, qui a repris TSF Jazz en 1999 avec Frank Ténot, fait appel à Pierre Bouteiller,, dont le jazz est la grande passion musicale, pour animer sur cette station une émission intitulée Si bémol et fadaises, et diffusée le matin en semaine de 2006 à juin 2012, puis le dimanche soir à 19 h. L'émission du dimanche 28 juin 2015 sera la dernière entendue sur TSF Jazz.

Esprit caustique, il avait déclaré : 

« Radio France c'est simple : si cela parle, c'est France Musique ; s'il y a de la musique, c'est France Info qui est en grève. »

En décembre 2013, il effectue sa dernière apparition publique lors de la fête donnée pour le cinquantenaire de France Inter à la Maison de la Radio.
Il est inhumé au cimetière du Montparnasse (division 26, petit cimetière).

## Distinction
- 1990 :  Chevalier de la Légion d'honneur[19].

## Publications
- 1987 : Les Voix de la France, avec Alain de Sédouy, Calmann-Lévy, Paris, 311 p.  (ISBN 2-7021-1500-4)
- 2006 : Radioactif : Souvenirs, Robert Laffont, Paris, 171 p.  (ISBN 2-221-10398-X)

## Indicatifs des émissions de Pierre Bouteiller
Parmi les musiques utilisées :
- Antônio Carlos Jobim, Wave
- Antônio Carlos Jobim, Tide
- Neal Hefti, Girl Talk
- Dave Grusin, Sunporch Cha-Cha-Cha de l'album The Graduate
- Duke Ellington, Satin Doll
- Duke Ellington, To You
- The Singers Unlimited and The Oscar Peterson Trio, Catherine de l'album In Tune
- Felix Mendelssohn, « La fileuse » (« Spinnerlied »), 4es romance sans paroles (Lied ohne Worte), presto en ut majeur, de l'opus 67, dans l'enregistrement de Daniel Barenboim, choisie par François-Régis Bastide, mais toujours diffusée par Pierre Bouteiller lors de la reprise du Masque et la Plume en 1982 sur France Inter[20]